# Sophus Lie
Marius Sophus Lie fue un matemático noruego (17 de diciembre de 1842-18 de febrero de 1899) que creó en gran parte la teoría de la simetría continua, y la aplicó al estudio de la geometría y las ecuaciones diferenciales.
La herramienta principal de Lie, y uno de sus logros más grandes fue el descubrimiento de que los grupos continuos de transformación (ahora llamados grupos de Lie), podían ser entendidos mejor "linealizándolos", y estudiando los correspondientes campos vectoriales generadores (los, así llamados, generadores infinitesimales). Los generadores obedecen a una versión linealizada de la ley del grupo llamada el corchete o conmutador, y tienen la estructura de lo que hoy se denomina en su memoria un álgebra de Lie.
El grupo de Lie más complicado, denominado E8, es un objeto de 248 dimensiones que describe una estructura de 57 dimensiones que fue conceptualizada y diseñada por un equipo de 18 matemáticos en cuatro años de trabajo, culminando a principios de 2007. Para ello utilizaron una Computadora de la Universidad de Washington equipada con el sistema algebraico computacional Sage y 64 Gigabytes de memoria RAM para poder alojar en memoria la matriz de resolución.

## Biografía
Su primer trabajo matemático, "Repräsentation der Imaginären der Plangeometrie", fue publicado en 1869 por la Academia de Ciencias en Christiania y también por la "revista de Crelle". Ese mismo año recibió una beca y viajó a Berlín, donde se quedó de septiembre a febrero de 1870. Allí conoció a Felix Klein y se hicieron amigos cercanos. Cuando salió de Berlín, Lie viajó a París, donde se le unió Klein dos meses después. Allí, se encontraron con Camille Jordan y Gastón Darboux. Pero el 19 de julio de 1870 comenzó la Guerra franco-prusiana y Klein (que era prusiano) tuvo que abandonar Francia muy rápidamente. Lie se fue a Fontainebleau donde, después de un tiempo, fue arrestado bajo sospecha de ser un espía alemán, un evento que lo hizo famoso en Noruega. Fue liberado de prisión después de un mes, gracias a la intervención de Darboux.
Lie obtuvo su doctorado en la Universidad de Christiania (en la actualidad Oslo) en 1871 con una tesis titulada "Over en Classe geometriske Transformationer" (Sobre una clase de transformaciones geométricas).
Darboux lo describiría como uno de los descubrimientos más hermosos de la geometría moderna. Al año siguiente, el Parlamento noruego estableció una cátedra extraordinaria para él. Ese mismo año, Lie visitó a Klein, que estaba en Erlangen trabajando sobre el Programa de Erlangen.
A finales de 1872, Sophus Lie le propuso matrimonio a Anna Birch, que entonces tenía dieciocho años, y se casaron en 1874. La pareja tuvo tres hijos: Marie (n. 1877), Dagny (n. 1880) y Herman (n. 1884).
En 1884, Friedrich Engel llegó a Christiania para ayudarlo, con el apoyo de Klein y de Adolph Mayer (que por entonces eran profesores en Leipzig). Engel ayudaría a Lie a escribir su tratado más importante, "Theorie der Transformationsgruppen", publicado en Leipzig en tres volúmenes desde 1888 hasta 1893. Décadas más tarde, Engel también sería uno de los dos editores de los trabajos recopilados de Lie.
En 1886 se convirtió en profesor en Leipzig, reemplazando a Klein, quien se había mudado a Gotinga. En noviembre de 1889, Lie sufrió un colapso mental y tuvo que ser hospitalizado hasta junio de 1890. Después de eso, volvió a su puesto, pero con los años su anemia progresó hasta el punto en que decidió regresar a su tierra natal. En consecuencia, en 1898 presentó su renuncia en mayo y se fue a casa (para siempre) en septiembre del mismo año. Murió al año siguiente, en 1899.
Fue nombrado miembro honorario de London Mathematical Society en 1878, miembro de la Academia de Ciencias de Francia en 1892, miembro extranjero de la Royal Society en 1895 y asociado extranjero de la Academia Nacional de Ciencias de Estados Unidos en 1895.
Sophus Lie murió a la edad de 56 años, debido a anemia perniciosa, una enfermedad causada por la absorción alterada de la vitamina B12.

## Legado
La herramienta principal de Lie, y uno de sus mayores logros, fue el descubrimiento de que los grupos de transformaciones continuas (ahora llamados en su memoria Grupos de Lie) podrían entenderse mejor "linealizándolos" y estudiando los campos vectoriales generadores correspondientes (los llamados generadores infinitesimales). Los generadores están sujetos a una versión linealizada de grupo, llamada actualmente conmutador de dos operadores, y tienen la estructura de lo que hoy se llama álgebra de Lie.
Hermann Weyl utilizó el trabajo de Lie sobre teoría de grupos en sus documentos de 1922 y 1923, y los grupos de Lie juegan hoy en día un papel importante en mecánica cuántica.
Sin embargo, el tema de los grupos de Lie tal como se estudia hoy en día es muy diferente de lo que fue la investigación de Sophus Lie y “entre los maestros del siglo XIX, el trabajo de Lie es sin duda, el menos conocido en detalle.